# Jan Vojtěch
Jan Vojtěch (5. srpna 1879 Kyjov – 19. ledna 1953 Praha) byl český matematik a pedagog.

## Život
Narodil se v kyjovském domě č. 26 v rodině bednáře Eduarda Vojtěcha a jeho manželky Anežky, rozené Seidlové. V letech 1890–1898 absolvoval gymnázium v Uherském Hradišti. V roce 1898 byl přijat ke studiu matematiky na Filozofické fakultě Karlo-Ferdinandovy univerzity v Praze. Zde také 13. prosince 1902 promoval a o dva dny později vykonal zkoušky učitelské způsobilosti z matematiky a fyziky. Ještě před ukončením svého studia  působil na střední škole v Praze. Později suploval v Olomouci a definitivní místo získal poté v Lipníku nad Bečvou. Odtud přešel v roce 1907 na nově zřízenou II. českou státní reálku do Brna (dnes gymnázium na Křenové ulici), kde působil deset let. V srpnu roku 1909 se habilitoval na České vysoké škole technické v Brně pro matematiku. Později se stal honorovaným docentem základů matematiky pro posluchače chemie. V roce 1915 byl jmenován titulárním, v únoru 1918 mimořádným a v lednu roku 1920 řádným profesorem matematiky na České vysoké škole technické v Brně (v letech 1921–1922 byl děkanem odboru stavebního inženýrství). V roce 1923 přešel na České vysoké učení technické v Praze, kde působil až do svého odchodu do penze v roce 1949.
Profesor Jan Vojtěch byl členem mnoha vědeckých spolků; například byl členem Královské české společnosti nauk a Jednoty českých matematiků a fyziků, kde byl roku 1940 zvolen čestným členem.
Své učitelské zkušenosti ze středních i vysokých škol zúročil Jan Vojtěch při vytvoření řady středoškolských a vysokoškolských učebnic jako například učebnice geometrie pro vyšší třídy středních škol a učebnici Matematika pro nejvyšší třídy gymnázií a reálek, kterou napsal společně s Bohumilem Bydžovským. Velmi známá byla i vysokoškolská učebnice Základy matematiky ke studiu věd přírodních a technických, která vyšla v sedmi vydáních v letech 1916–1946. V roce 1926 byla tato učebnice doplněna o Přehled vyšší matematiky.
Jan Vojtěch se ve své odborné práci věnoval teorii transformací, teorii rovinných křivek šestého stupně a projektivní geometrii. V roce 1932 vydal monografii Geometrie projektivní, která obsahuje syntetické i analytické vyšetřování projektivních příbuzností a útvarů.